# Porcellana sigsbeiana
Porcellana sigsbeiana är en kräftdjursart som beskrevs av Alphonse Milne-Edwards 1880. Porcellana sigsbeiana ingår i släktet Porcellana och familjen porslinskrabbor. Inga underarter finns listade i Catalogue of Life.